# Marc de Joybert
Marc François Marie de Joybert (* 14. Juli 1912 in Vienne, Département Isère; † 29. Dezember 1989 in Brest, Département Finistère) war ein französischer Admiral (Amiral) der Marine, der unter anderem zuletzt zwischen 1972 und 1974 Chef des Generalstabes des Marine (Chef d’état-major de la Marine) war.

## Leben

### Ausbildung zum Seeoffizier, Zweiter Weltkrieg und Nachkriegszeit
De Joybert begann nach dem Schulbesuch 1932 seine Offiziersausbildung an der Marineschule (École Navale), die er von 1934 bis 1935 auf dem Schulschiff Jeanne d’Arc abschloss. Danach wurde er im Oktober 1935 als Leutnant zur See (Enseigne de vaisseau de deuxième classe) Zweiter Offizier auf dem Kanonenboot Avalanche sowie im Dezember 1936 als Oberleutnant zur See (Enseigne de vaisseau de première classe) Zweiter Offizier auf dem Kanonenboot Commandant Bourdais, ehe er im Oktober 1937 zur Marinepräfektur im Militärhafen Toulon versetzt wurde. Im April 1938 wechselte er als Geschützoffizier zum Schweren Kreuzer Duquesne und begann danach eine Ausbildung an der Marineinfanterieschule (École des fusiliers marins) in Lorient. Nach deren Abschluss wurde er im November 1941 als Marineinfanterieoffizer auf den Aviso Dumont d’Urville versetzt und dort 1942 zum Kapitänleutnant (Lieutenant de Vaisseau) befördert. Im Anschluss übernahm er im März 1943 als Kommandant des Patrouillenbootes Aspirant Brun sein erstes eigenes Schiffskommando und wurde daraufhin im März 1944 Kommandant des U-Jagd-Bootes 84. Bereits im Juli 1944 wurde er Marineinfanterieoffizier auf dem Leichten Kreuzer Georges Leygues und dann im September 1944 Kommandant der Lavandou.
Nach Ende des Zweiten Weltkrieges wurde de Joybert im Oktober 1945 Offizier im 5. Besatzungsdepot im Militärhafen Toulon und danach im Juni 1946 Offizier im Ministerium für die Streitkräfte (Ministère des Armées), ehe er am 1. März 1947 zum Kommandanten des Geleitschiffs Hussard ernannt wurde. Im August 1947 übernahm er den Posten als Kommandant des Torpedobootes Algérien sowie im Anschluss im Oktober 1947 als Direktor des Offiziers- und Offiziersanwärterlehrgangs auf der Siroco. Daraufhin absolvierte er von November 1948 bis Juni 1949 als Offiziershörer die Seekriegsschule (École de guerre naval).

### Stabsoffizier und Generalstabsoffizier
De Joybert wurde danach im Juni 1949 an Bord der Mytho Chef des Stabes der Marineverbände auf dem Mekong in Indochina. In dieser Verwendung erfolgte 1951 seine Beförderung zum Korvettenkapitän (Capitaine de Corvette) und im August 1952 seine Ernennung zum stellvertretenden Stabschef der Schulungsgruppen für das Mittelmeer auf dem Schlachtschiff Richelieu. Danach wurde er im Juni 1954 Kommandant des Geleitschiffs Le Kabyle sowie im Juli 1955 Offizier im Generalstab der Streitkräfte. Nach seiner Beförderung zum Fregattenkapitän (Capitaine de Frégate) wurde de Joybert im Mai 1956 stellvertretender Kommandeur der in Algerien eingesetzten Marineinfanterie-Halbbrigade DBFM (Demi-Brigade des Fusiliers-Marins) sowie im Anschluss im Juli 1957 Chef des Stabes der 1. Geschwadergeleitflottille.
Wenige Monate später wurde er im Dezember 1957 Kommandant des Zerstörers Chevalier Paul sowie im Januar 1959 Erster Offizier des Leichten Kreuzers De Grasse. Im November 1959 wechselte er als stellvertretender Stabschef eines Geschwaders an Bord des Kreuzers Colbert und danach im April 1960 als Offizier in die 3. Abteilung des Generalstabes der Streitkräfte. Nachdem de Joybert zum Kapitän zur See (Capitaine de Vaisseau) befördert worden war, wurde er im Mai 1961 schließlich Kommandeur der Marineinfanterie-Halbbrigade DBFM. Allerdings kehrte er bereits im Oktober 1961 wieder als Offizier in die 3. Abteilung des Generalstabes der Streitkräfte zurück. Im September 1962 wurde er Kommandant des Zerstörers Jauréguiberry sowie ein Jahr später im September 1963 Chef des Stabes eines Geschwaders, ehe er im Oktober 1965 Chef des Stabes beim Marinepräfekten der 2. Marineregion wurde.

### Aufstieg zum Admiral und Chef des Marinestabes
Im Oktober 1966 wurde de Joybert zum Flottillenadmiral (Contre-amiral) befördert und zugleich zum Kommandeur der in Lorient stationierten Amphibischen Eingriffsverbände ernannt. Im Anschluss übernahm er im März 1968 den Posten als Leiter der Abteilung für Operationen im Generalstab des Marine und wurde zugleich Vizepräsident des Komitees für Ozeanografie und Küstenstudien sowie ferner im April 1968 Mitglied des Obersten Rates für die Handelsmarine. Im April 1970 wurde er zum Konteradmiral (Vice-amiral) befördert und übernahm kurzzeitig den Posten als Kommandeur des Mittelmeergeschwaders (Escadre de la Méditerranée) sowie einen Monat später im Mai 1970 als Nachfolger von Vizeadmiral André Storelli als stellvertretender Chef des Generalstabes der Marine (Major général de la Marine). In dieser Funktion wurde er auch zum Vizeadmiral (Vice-amiral d’escadre) befördert und 1972 durch Vizeadmiral Antoine Sanguinetti abgelöst.
Zuletzt wurde de Joybert am 1. Februar 1972 zum Admiral (Amiral) befördert und übernahm erneut als Nachfolger von Admiral Storelli den Posten als Chef des Generalstabes des Marine (Chef d’état-major de la Marine). Diesen Posten bekleidete er bis zu seinem Eintritt in den Ruhestand am 14. Juli 1974, woraufhin Admiral Albert-Charles Joire-Noulens seine Nachfolge übernahm. Für seine langjährigen Verdienste wurde de Joybert unter anderem Großoffizier der Ehrenlegion und Kommandeur des Seeverdienstordens. Ferner wurde ihm das Croix de guerre 1939–1945, das Croix de guerre des Théâtres d’opérations extérieurs sowie das Croix de la Valeur militaire verliehen.